# Шмидт, Владимир Петрович (адмирал)
Влади́мир Петро́вич Шмидт (27 февраля 1827, Николаев, Николаевское и Севастопольское военное губернаторство — 25 февраля 1909, Ревель) — русский морской деятель, адмирал (05.04.1898), герой обороны Севастополя и русско-турецкой войны 1877—1878 годов, старший флагман Балтийского флота.

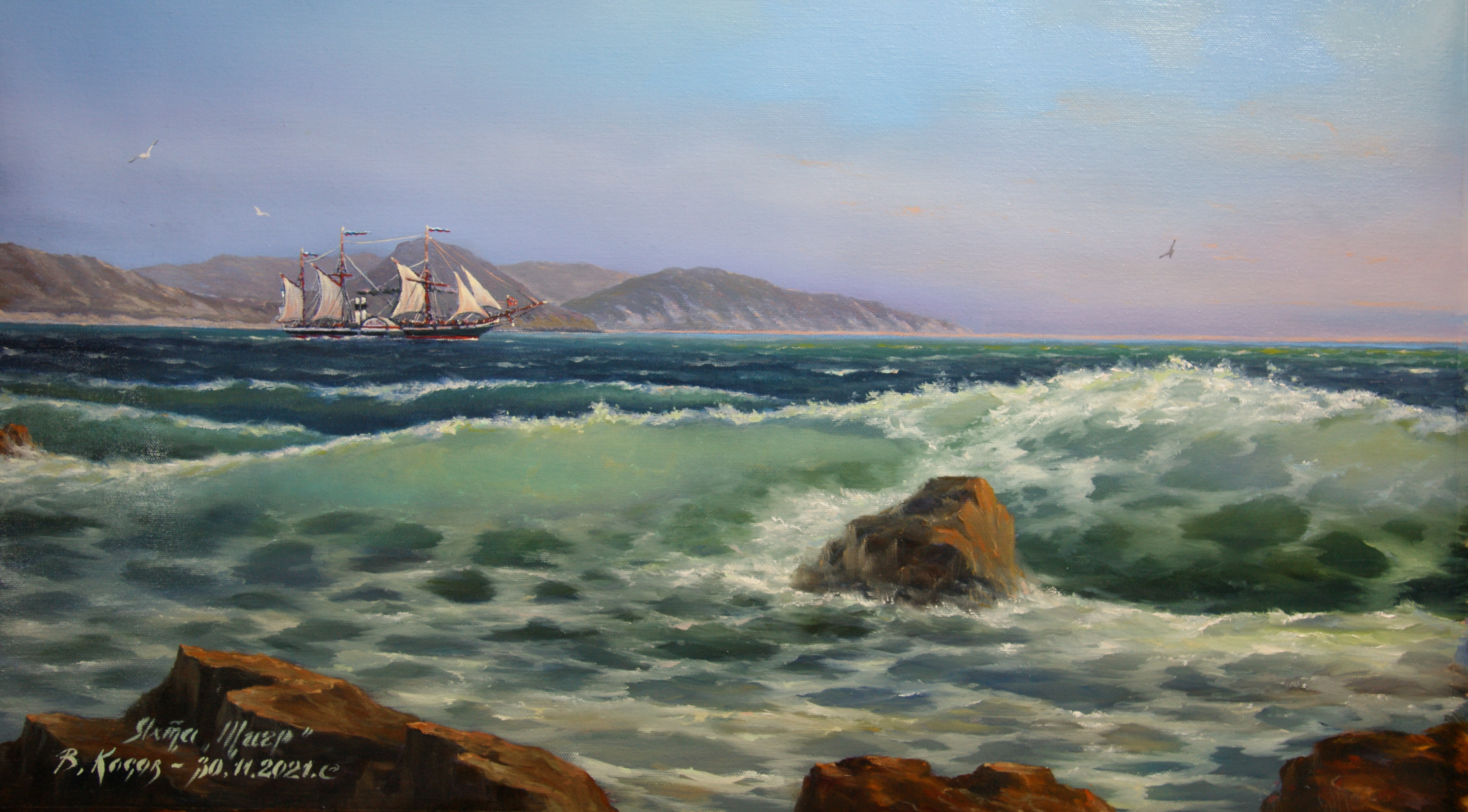
Императорсквя яхта "ТИГР". Владимир Косов

## Происхождение
Из дворян Херсонской губернии, православный (крещён в Купеческой Рождества-Богородицкой церкви 12 марта 1828 года). Отец, Пётр Петрович Шмидт 1-й, капитан 1-го ранга, сын Петра Николаевича Шмидта (1764—1843), служившего в Николаевском адмиралтействе, потомок корабельного мастера Антона Шмидта, в XVII столетии в числе других, выписанных Петром I из Франкфурта-на-Майне (Германия).
Отец, П. П. Шмидт 1-й, 13 июня 1863 года просил внести себя и детей Владимира, Петра, Якова и Марию в дворянскую родословную книгу Херсонской губернии. После принятия 5 февраля 1864 года в присутствии Одесской городской распорядительной думы всем семейством подданства России, определением Херсонского дворянского депутатского собрания от 16 марта 1864 года, он был внесён вместе со старшими детьми во 2-ю часть дворянской родословной книги Херсонской губернии.
Владимир Петрович просил признать его в потомственном дворянстве по заслугам отца, Петра Петровича. Определением дворянского депутатского собрания от 31 марта 1871 года вместе с женой и детьми был внесен во 2-ю часть дворянской родословной книги Херсонской губернии. Утверждён в потомственном дворянстве, но только по собственным заслугам (полученным орденам), так как отец не имел российского подданства, с переносом в 3-ю часть дворянской книги журнальным постановлением Правительствующего сената от 19 мая 1871 года.
Родной брат контр-адмирала Петра Петровича Шмидта 2-го, отца лейтенанта Петра Шмидта (3-го) и его единокровного брата Владимира, капитана 1-го ранга. Прадед известного российского церковного композитора и регента протоиерея Михаила Фортунато.

## Биография
Родился 15 (27) февраля 1827 года в городе Николаев. Окончил школу флотских юнкеров в Николаеве. 16 ноября 1841 года поступил гардемарином на Черноморский флот. В 1843 году плавал на корабле «Двенадцать апостолов» под командованием капитана В. А. Корнилова. 1 февраля 1844 года получил чин юнкера флота.
15 апреля 1845 года произведён в мичманы с назначением в 1-й учебный морской экипаж в Кронштадте. В 1845—1848 годах плавал в Балтийском море. Был офицером на фрегате «Успех» (1845—1846), корабле «Кацбах» (1847), транспорте «Тверца» (1848).
9 марта 1849 года вновь переведён на Чёрное море. Вахтенный офицер в крейсерстве у восточного побережья Чёрного моря. Плавал на фрегатах «Флора», «Коварна», бриге «Персей», корабле «Силистрия», фрегате «Кулевчи» (1849—1850), пароходе «Грозный» (1850), брандвахтенном бриге «Ахиллес» (1851). 6 декабря 1851 года произведён в лейтенанты. В 1851—1852 годах на шхуне «Дротик» совершил переход Одесса — Константинополь — Архипелаг — Одесса.

### Крымская война
Во время Крымской войны, в звании лейтенанта, на парусном фрегате «Флора» участвовал в сражении с тремя турецкими пароходами у мыса Пицунда (1853). На этом же фрегате — на Севастопольском рейде (1854).
15 сентября — 1 октября 1854 года командуя кораблём «Ростислав» бомбардировал с рейда осадные работы союзников. 1 октября — 3 ноября 1854 года — командир морского батальона № 36 на Малаховом кургане. 1 декабря 1854 — 28 марта 1855 года — помощник командира бастиона № 5. Командовал бастионом № 2 (28 марта — 26 апреля 1855 года), батареей в Ушаковской (Доковой) балке (26 апреля — 25 мая 1855 года), Ростиславским редутом (25 мая — 26 августа 1855 года).
Четырежды был ранен: контужен в правую часть головы и в грудь (29 марта 1855 года); ранен осколком бомбы в левую сторону лба (15 апреля 1855 года); ранен осколком в указательный палец левой руки (25 апреля 1855 года); контужен осколком бомбы в левый голеностопный сустав (5 июня 1855 года).
За проявленную в боях доблесть был награждён орденом Святого Георгия 4-й степени и золотой саблей с надписью «За храбрость», а также орденом Святой Анны 2-й степени и орденом Святого Владимира 4-й степени с бантом.
В 1856 году служил на Балтийском флоте, командир винтовой лодки «Домовой», плавал между Петербургом и Кронштадтом. После чего был переведён в Черноморскую флотилию командиром парохода «Скромный» на Николаевском рейде (1856).
24 января 1857 года командирован в Тулон для наблюдения за строительством шхуны «Псезуапе». Командуя этой шхуной перешёл из Тулона в Николаев (1858).
В 1858—1862 годах плавал на этой же шхуне по Чёрному и Средиземному морям. 8 сентября 1859 года произведён, за отличие в делах против кавказских горцев, в капитан-лейтенанты Черноморского флота.
В 1862—1871 годах — командир императорской яхты «Тигр». На яхте «Тигр» отличился при перевозке десанта Кавказской армии и высадки десанта у мыса Адлер в отряде контр-адмирала М. И. Дюгамеля (1864). С 1869 года — флигель-адъютант, младший флагман у знаменитого адмирала Г. И. Бутакова.
1 марта 1866 года произведён в капитаны 2-го ранга и награждён крестом за службу на Кавказе. С 1869 года — флигель-адъютант. 1 января 1870 года произведён в капитаны 1-го ранга с оставлением в должности флигель-адъютанта.
В 1872—1876 годах — капитан фрегата «Севастополь», плавал в Финском заливе и Балтийском море.
В 1877—1878 годах — участник русско-турецкой войны. В 1877 году командирован в Дунайскую армию. Руководил отрядом морских команд в Действующей армии. За отличие при переправе через Дунай русских войск у Зимницы произведён 17 июля 1877 года в контр-адмиралы с назначением в Свиту Его Императорского Величества. Пользовался большим уважением и расположением императора Александра II.
С 1878 года — помощник начальника морской обороны финляндских шхер.
В 1879—1880 годах — младший флагман Балтийского флота (1 января 1879), начальник 2-го отряда миноносок в шхерах Финского залива.
С 1882 года — начальник шхерного отряда Балтийского флота.
С 1883 года — командующий Практической эскадрой Балтийского флота. В том же году в качестве командующего эскадрой участвовал в эксперименте по высадке десанта, проведённом на Балтике. Возможность десантирования на незнакомое побережье была проверена в ходе манёвров 15—16 июля, когда на судах практической эскадры контр-адмирала В. П. Шмидта были доставлены из Биоркэ и высажены у Каравалдая пехотный полк, полуэскадрон и батарея полевой артиллерии. Активное участие в подготовке как перевозки войск, так и десантного учения принимал флаг-капитан Шмидта — C. О. Макаров.
8 апреля 1884 года назначен исправлять должность старшего флагмана Балтийского флота. В сентябре 1884 года контр-адмирал В. П. Шмидт председательствовал в комиссии для производства практического экзамена у воспитанников Морского училища.
С 1 января 1886 года — вице-адмирал с утверждением в должности. 31 октября 1887 года — начальник эскадры Тихого океана. Вступил в командование эскадрой (18 января 1888 года) в Нагасаки. На полуброненосном фрегате «Дмитрий Донской», корвете «Витязь» и крейсере «Адмирал Нахимов» плавал в морях Дальнего Востока, посещая русские, японские и китайские порты (1888—1889). Сдал эскадру вице-адмиралу П. Н. Назимову (14.12.1889) и убыл в Санкт-Петербург.
1 января 1892 года назначен членом Адмиралтейств-совета. В 1890—1909 годах — первый по старшинству среди военно-морских чинов российского флота, старший флагман Балтийского флота. Стал адмиралом (5 апреля 1898) и кавалером большинства тогдашних орденов Российской империи, а потом и сенатором.
Умер 12 (25) февраля 1909 года в Ревеле и по завещанию похоронен в Севастополе, в усыпальнице адмиралов — Владимирском соборе — рядом с Корниловым, Нахимовым, Истоминым, Шестаковым, Лазаревым. Погребение Георгиевского кавалера, героя Крымской войны и обороны Севастополя 1854—1855 гг., адмирала В. П. Шмидта состоялось 19 февраля (3 марта) 1909 г. в крипте собора. В настоящее время могила Владимира Шмидта, как и могилы Ивана Шестакова, Григория Чухнина и Михаила Саблина замурованы в северном склепе Владимирского собора.

## Награды
Российские:
- Орден Святого Станислава 3-й степени
- Орден Святой Анны 3-й степени с бантом (1853)
- Орден Святого Владимира 4-й степени с бантом (1854)
- Золотая сабля с надписью "За храбрость" (1855)
- Орден Святого Георгия 4-й степени (16.11.1855)
- Орден Святой Анны 2-й степени (1856)
- Императорская корона и мечи к ордену Святой Анны 2-й степени (1863)
- Орден Святого Владимира 3-й степени
- Орден Святого Станислава 1-й степени (1879)
- Орден Святой Анны 1-й степени (1883)
- Орден Святого Владимира 2-й степени (1889)
- Орден Белого орла (1895)
- Орден Святого Александра Невского (18.04.1899)
- Бриллиантовые знаки к ордену Святого Александра Невского (06.04.1903)
- Крест «За службу на Кавказе» (1866)
- Медаль «За защиту Севастополя»
- Медаль «В память войны 1853—1856»
- Медаль «За покорение Западного Кавказа»
- Медаль «В память русско-турецкой войны 1877—1878»

Иностранные:
- Крест «За переход через Дунай» (Румыния)
- Орден Меча, командорский крест (Швеция)

## Память
- Мыс Шмидта на острове Русский